# AutoLISP
AutoLISP [ˈɑːtoʊˌlɪsp] ist ein Dialekt der Programmiersprache LISP und Bestandteil des verbreiteten CAD-Programmes AutoCAD.
Mit Hilfe von AutoLisp können Funktionen in einem AutoCAD-System hinzugefügt, gelöscht und geändert werden. Um dies zu gewährleisten, gibt es spezielle AutoLisp-Routinen, die direkt auf die AutoCAD-Datenbasis zugreifen können. Das sind im Wesentlichen Funktionen zur Behandlung von Koordinateneingaben, deren zeichnerische Umsetzung in CAD-Elemente, wie Linie, Kreis usw. möglich ist. Mit Hilfe von AutoLISP lassen sich komplexe Umgebungen zur Handhabung von AutoCAD, beispielsweise hinsichtlich der Anwendung von Normteilen, erstellen.

## Hello World
```
 
(
defun
 
c:HelloWorld
()

     
(
princ
 
"\nHello World"
)

 
)

```

## Beispiel: zum Zeichnen eines Rechtecks
```
  
(
defun
 
c:recht2
 
(
 
/
 
p1
 
laenge
 
breite
 
w
 
p2
 
p3
 
p4
)

   
(
setq
 
p1
 
(
getpoint
 
"\nEinfügepunkt: "
))

   
(
setq
 
laenge
 
(
getdist
 
p1
 
"\nLänge: "
))

   
(
setq
 
breite
 
(
getdist
 
p1
 
"\nBreite: "
))

   
(
setq
 
w
 
(
getangle
 
p1
 
"\nEinfügewinkel: "
))

   
(
setq
 
p2
 
(
polar
 
p1
 
w
 
laenge
))

   
(
setq
 
p3
 
(
polar
 
p2
 
(
+
(
/
 
pi
 
2
)
w
)
 
breite
))

   
(
setq
 
p4
 
(
polar
 
p3
 
(
+
 
pi
 
w
)
 
laenge
))

   
(
command
 
"linie"
 
p1
 
p2
 
p3
 
p4
 
"s"
)
 

   
(
princ
)

 
)

```

## Beispiel: Ermittlung eines Abstandes in Autolisp
```
 
(
defun
 
c:Distanz
()

  
(
setq
 
old_osmode
 
(
getvar
 
"osmode"
))

  
(
setvar
 
"osmode"
 
1
)

  
(
setq
 
P01
 
(
getpoint
    
"\nErster  Punkt:"
))

  
(
setq
 
Distanz
 
(
getdist
 
P01
 
"\nZweiter Punkt:"
 
))

  
(
princ
 
"\nDistanzwert: "
)

  
(
princ
 
Distanz
)

  
(
princ
 
"\n , zugreifen in AutoCAD mit !DISTANZ "
)

  
(
setvar
 
"osmode"
 
old_osmode
)

 
)

```

## Beispiel: Drehen von Objekten in Autolisp
```
 
(
defun
 
c:verdreh
 
(
/
 
Drehpunkt
 
Radius
 
Auswahl
 
Erster_Punkt
)

  
(
setq
 
Drehpunkt
  
(
getpoint
 
"\nDrehen mit dem Kreis <Zentrum des Bezugskreis>: "
))

 
(
if
 
Drehpunkt
 

  
(
progn

   
(
setq
 
Radius
 
(
abs
 
(
getdist
 
Drehpunkt
 
"\nRadius für den <Bezugskreis>:"
)))

   
(
if
 
Radius

    
(
command
 
"Kreis"
 
Drehpunkt
 
Radius
 
)

   
)
;end if Radius

  
)
;end progn Drehpunkt

 
)
;end if Drehpunkt

 
(
if
 
Radius
  

  
(
setq
 
Auswahl
 
(
ssget
  
)
  
)
 
;Wählen der Elemente zum Drehen 

 
)
;end if Radius

 
(
if
 
Auswahl
 

  
(
progn

   
(
setq
 
Erster_Punkt
  
(
getpoint
 
Drehpunkt
 
"\nAusgangspunkt der Drehung [Schnittpunkt] mit dem <Bezugskreis>:"
))

   
(
if
 
Erster_Punkt

    
(
progn

     
(
command
 
"drehen"
  
(
ssget
 
"V"
)
 
""
  
Drehpunkt
 
"B"
 
Drehpunkt
 
Erster_Punkt
 
pause
 
nil
)

     
(
command
 
"Löschen"
 
"L"
 
""
 
)

     
)
;end progn Erster_Punkt

    
)
;end if Erster_Punkt

   
)
;end progn Auswahl

  
)
; end if Auswahl

 
)
; Ende der Funktion verdreh

 
(
princ
 
"\nVERDREH.LSP wurde geladen.."
 
)

 
(
princ
 
"\nStarten mit verdreh \n"
)

 
(
princ
)

```

## Beispiel: setzt Objekte auf den aktuellen Layer in AutoLisp
```
 
; Setzt gewählte Objekte auf den aktuellen Layer

 
(
defun
 
c:selayer
(
/
 
ak_layer
)

 
(
setq
 
ak_layer
 
(
getvar
 
"clayer"
))

 
(
princ
 
"\nObjekte setzen auf: <"
)

 
(
princ
 
ak_layer
)

 
(
princ
 
"> alle Eigenschaften des Layers werden übernommen."
)

 
(
command
 
"_change"
 
(
ssget
)
 
""
 
"_p"
  
"_LA"
  
ak_layer
  
"_LT"
 
"_bylayer"
  
"_C"
  
"_bylayer"
 
"_S"
  
"1"
 
""
)

 
)

```